# Narthecius monticola
Narthecius monticola là một loài bọ cánh cứng trong họ Laemophloeidae. Loài này được Fall miêu tả khoa học năm 1907.